# Synagoga Chaima Birnbauma w Łodzi
Synagoga Chaima Birnbauma w Łodzi – prywatny dom modlitwy znajdujący się w Łodzi przy ulicy Widzewskiej 90.
Synagoga została zbudowana w 1910 roku z inicjatywy Chaima Birnbauma. Podczas II wojny światowej hitlerowcy zdewastowali synagogę.